# Plan ogólny gminy
Plan ogólny gminy (POG) – dokument określający politykę przestrzenną gminy oraz jej sposób zagospodarowania.
Plan ogólny sporządza się dla obszaru całej gminy, z wyłączeniem terenów zamkniętych.
W planie ogólnym określa się obowiązkowo strefy planistyczne oraz gminne standardy urbanistyczne, a można również określić w nim: obszary uzupełnienia zabudowy (OUZ), obszary zabudowy śródmiejskiej (OZS) i obszary standardów dostępności infrastruktury społecznej (OSD).

## Funkcja i miejsce w systemie planistycznym
Pojęcie planu ogólnego gminy do systemu planistycznego wprowadziła nowelizacja ustawy o planowaniu i zagospodarowaniu przestrzennym z 2023. Plan ogólny zastąpił dotychczasowe studium uwarunkowań i kierunków zagospodarowania przestrzennego. Studia obowiązujące do tej pory, wygasają z końcem czerwca 2026 (pierwotnie miały wygasnąć z końcem 2025, termin przedłużono nowelizacją ustawy w kwietniu 2025). Gmina powinna sporządzić plan ogólny, bez niego nie będzie mogła prowadzić polityki przestrzennej, przyjmować nowych  miejscowych planów zagospodarowania przestrzennego i wydawać decyzji o warunkach zabudowy i zagospodarowania terenu.
Ustalenia planu ogólnego uwzględnia się przy sporządzaniu miejscowych planów zagospodarowania przestrzennego. Plan ogólny, w przeciwieństwie do studium, jest aktem prawa miejscowego i stanowi podstawę prawną decyzji o warunkach zabudowy i zagospodarowania terenu.

## Treść ustaleń planu ogólnego
W ustaleniach planu ogólnego określa się, uwzględniając rozwój przestrzenny gminy, w szczególności: 
- politykę przestrzenną gminy, określoną w strategii rozwoju gminy lub strategii rozwoju ponadlokalnego,
- ustalenia planu zagospodarowania przestrzennego województwa
- znajdujące się na obszarze gminy: 
  - formy ochrony przyrody i ich otuliny,
  - obszary szczególnego zagrożenia powodzią, wały przeciwpowodziowe i pasy o szerokości 50 m od stopy wału,
  - obszary gruntów zmeliorowanych,
  - tereny, na których występują ruchy masowe oraz zagrożone tymi ruchami,
  - strefy ochronne ujęć wody,
  - obszary ochronne zbiorników wód śródlądowych,
  - tereny górnicze i obszary górnicze wraz z filarami ochronnymi,
  - udokumentowane złoża kopalin, kompleksy podziemnego składowania dwutlenku węgla i podziemne bezzbiornikowe magazyny substancji,
  - obszary uzdrowisk oraz obszary ochrony uzdrowiskowej,
  - zabytki objęte niektórymi formami ochrony (wskazanych w ustawie o ochronie zabytków i opiece nad zabytkami) lub ujęte w wojewódzkiej albo gminnej ewidencji zabytków oraz dobra kultury współczesnej,
  - obszary pomników zagłady i ich strefy ochronne,
  - tereny zamknięte i ich strefy ochronne,
  - obszary ograniczonego użytkowania,
  - obszary wymagające przekształceń, rehabilitacji, rekultywacji lub remediacji,
  - obszary zdegradowane i obszary rewitalizacji,
  - obszary ciche w aglomeracji i poza aglomeracją,
  - grunty rolne stanowiące użytki rolne klas I–III oraz grunty leśne,
  - zakłady o zwiększonym i dużym ryzyku wystąpienia poważnej awarii przemysłowej,
  - obszary pasa nadbrzeżnego, w tym w szczególności pasa technicznego;
- rozmieszczenie istniejących i planowanych obiektów infrastruktury społecznej, transportowej i technicznej wraz z obowiązującymi dla nich ograniczeniami w zagospodarowaniu;
- rekomendacje i wnioski zawarte w audycie krajobrazowym oraz krajobrazy priorytetowe;
- opracowanie ekofizjograficzne w zakresie wymagań, o których mowa w ustawie Prawo ochrony środowiska;
- zapotrzebowanie na nową zabudowę mieszkaniową w gminie.

### Strefy planistyczne
Na obszarze objętym planem ogólnym wyznacza się strefy planistyczne z katalogu 13 rodzajów stref:
| Lp. | Nazwa strefy                                                | Symbol | Oznaczenie |
| --- | ----------------------------------------------------------- | ------ | ---------- |
| 1.  | strefa wielofunkcyjna z zabudową mieszkaniową wielorodzinną | SW     |            |
| 2.  | strefa wielofunkcyjna z zabudową mieszkaniową jednorodzinną | SJ     |            |
| 3.  | strefa wielofunkcyjna z zabudową zagrodową                  | SZ     |            |
| 4.  | strefa usługowa                                             | SU     |            |
| 5.  | strefa handlu wielkopowierzchniowego                        | SH     |            |
| 6.  | strefa gospodarcza                                          | SP     |            |
| 7.  | strefa produkcji rolniczej                                  | SR     |            |
| 8.  | strefa infrastrukturalna                                    | SI     |            |
| 9.  | strefa zieleni i rekreacji                                  | SN     |            |
| 10. | strefa cmentarzy                                            | SC     |            |
| 11. | strefa górnictwa                                            | SG     |            |
| 12. | strefa otwarta                                              | SO     |            |
| 13. | strefa komunikacyjna                                        | SK     |            |

Wyznaczając strefy planistyczne należy najpierw wytyczyć tzw. obszary uzupełnienia zabudowy (OUZ) oraz w dalszej kolejności uwzględnić obszary, które w już obowiązujących planach miejscowych przeznaczono do zabudowy mieszkaniowej. Na podstawie prognoz demograficznych oblicza się też zapotrzebowanie na nową zabudowę w gminie. Dla stref wielofunkcyjnych z zabudową (SW, SJ i SZ) analizuje się też chłonność terenów niezabudowanych w całej gminie, łącznie z lukami w istniejącej zabudowie. Jeżeli suma chłonności terenów niezabudowanych jest większa niż 130% wartości zapotrzebowania na nową zabudowę mieszkaniową w gminie, nie wyznacza się tych stref wielofunkcyjnych z zabudową na pozostałych obszarach gminy.

### Gminne standardy urbanistyczne
Gminne standardy urbanistyczne obejmują katalog stref planistycznych, a mogą obejmować dodatkowo gminne standardy dostępności infrastruktury społecznej. 
Dla stref planistycznych określa się ich profil funkcjonalny, a dla niektórych stref – wartości maksymalnej nadziemnej intensywności zabudowy, maksymalnej wysokości zabudowy, maksymalnego udziału powierzchni zabudowy i minimalnego udziału powierzchni biologicznie czynnej.
Gminne standardy dostępności infrastruktury społecznej obejmują zasady zapewnienia dostępu do takich obiektów jak szkoła podstawowa (która powinna być dostępna w odległości 1500 m w miastach, a 3000 m poza miastami) i obszarów zieleni publicznej (dostępne w odległości 1500 m w przypadku obszarów zieleni o powierzchni co najmniej 3 ha, a w odległości 3000 m dla obszarów wielkości co najmniej 20 ha). Odległości liczy się jako dojście ogólnodostępną trasą dla pieszych od granicy działki do budynku szkoły lub granicy obszaru zieleni. Dopuszczone jest jednak ustalenie w gminie innych wartości odległości od obiektów infrastruktury społecznej i innych wartości powierzchni obszarów zieleni publicznej. W ramach gminnych standardów dostępności dopuszcza się też ustalenie zasad zapewnienia dostępu do innych obiektów: przedszkola, żłobka, ambulatorium podstawowej opieki zdrowotnej, biblioteki, domu kultury, domu pomocy społecznej, urządzonego terenu sportu, przystanku publicznego transportu zbiorowego, placówki pocztowej, apteki, posterunku policji lub posterunku jednostki ochrony przeciwpożarowej. Możliwe jest ustalenie różnych regulacji dla różnych obszarów gminy, w tym objęcie standardami części gminy, określając w sposób jednoznaczny granice tych części. Tereny zabudowy zagrodowej mogą zostać wyłączone z obowiązku zapewnienia dostępu do określonych obiektów infrastruktury społecznej.
W przypadku ustalenia gminnych standardów dostępności infrastruktury społecznej są one wiążące dla nowo sporządzanych planów miejscowych i nowo wydawanych decyzji o warunkach zabudowy.

## Dokumenty dodatkowe
Wraz z projektem planu ogólnego sporządza się uzasadnienie składające się z części tekstowej i graficznej. Część tekstowa powinna zawierać wyjaśnienie: przyczyn wyznaczenia stref planistycznych oraz obszaru uzupełnienia zabudowy i obszaru zabudowy śródmiejskiej – w przypadku ich wyznaczenia – wraz z przedstawieniem obliczeń, oraz sposobu uwzględnienia uwarunkowań rozwoju przestrzennego gminy. W części graficznej należy zaprezentować dane przestrzenne wytworzone dla planu ogólnego, w tym granice działek ewidencyjnych i obiekty przestrzenne stanowiące uwzględnione w planie ogólnym uwarunkowania. Część graficzną sporządza się w postaci elektronicznej w obowiązującym państwowym systemie odniesień przestrzennych, w skali nie mniejszej niż 1:25 000.

## Forma planu ogólnego, przeglądarka danych, monitoring prac
Projekt planu ogólnego, w przeciwieństwie do dotychczas sporządzanych aktów planowania przestrzennego – planów miejscowych i studiów, sporządza się w formie danych przestrzennych. Ustalenia planu ogólnego, zapisywane są wyłącznie w formie danych przestrzennych w dokumencie cyfrowym – pliku GML. Plik GML stanowi załącznik do uchwały rady gminy. Udostępnia go gmina po konsultacjach projektu planu ogólnego, a następnie po jego uchwaleniu i każdej jego zmianie. Ministerstwo Rozwoju i Technologii uruchomiło specjalną przeglądarkę danych planistycznych, która umożliwi jego wyświetlenie i sprawdzenie danych, oraz broszurę edukacyjną.
W Portalu Geoportal Na Mapie prowadzony jest monitoring postępu prac nad planami ogólnymi gmin. Dzięki interaktywnej mapie użytkownicy mogą na bieżąco śledzić status opracowania planów w poszczególnych gminach – od etapu braku rozpoczęcia prac, przez trwające prace, publikację projektu, aż po uchwalenie planu ogólnego. Dodatkowo, na mapie publikowane są wszystkie plany ogólne gmin, dla których został udostępniony plik GML, co umożliwia szczegółową analizę treści dokumentów oraz ich graficznych założeń przestrzennych.